# Poppegården
Poppegården är en friluftsteater i Domsten utanför Helsingborg i Skåne, ett stenkast från Öresund.
Poppegården är en korsvirkesgård från 1700-talet, som under många år varit familjen Nils och Gunilla Poppes hem. Sedan sommaren 2011 förestår Gunilla Poppe – ofta i samverkan med bland andra Mia Poppe och Thomas Poppe – en professionell friluftsteater med årliga sommaruppsättningar på gården. 
Den första produktionen, Damen i väntsalen av  Pamela Jaskoviak, handlade om den unge Harry Martinsons livsavgörande möte med damen Margrete Eliza Kjellberg och gästspelade under hösten även på Helsingborgs stadsteater.
Gården inrymmer även ett mindre museum över Nils Poppe i hans tidigare arbetsrum.

## Produktioner
- 2011 – Damen i väntsalen av Pamela Jaskoviak
- 2012 – Pelikanen av August Strindberg[2]
- 2013 – Marknadsafton av Vilhelm Moberg[3]
- 2014 – Kvartetten av Ronald Harwood[4]
- 2015 – Spegelbilder av Anders Wällhed[5]
- 2016 – Rut och Ragnar av Kristina Lugn[6]
- 2017 – Sista sommaren av Ernest Thompsson[7]
- 2018 – Ett stort hjärta av Bengt Järnblad[8]
- 2019 – Konsten att förkorta evigheten av Anders Wällhed[9]
- 2020 – Trädgårdskultur – En sommarlek mellan dröm och vaka...[10]
- 2021 – Leka med elden av August Strindberg[11]
- 2022 – Ett drömspel av August Strindberg[12]
- 2023 – Fröken Julie av August Strindberg och Marie-Louise Ekman [13]
- 2024 – Sommarteckning av Lolo Amble[14]